# Øyslebø
Øyslebø är en tätort i Lindesnes kommun i Agder fylke i södra Norge. Orten ligger vid fylkesväg 455 och Mandalselva. Här finns Øyslebø kyrka.
Tidigare utgjorde orten centralort i dåvarande Øyslebø kommun i Vest-Agder fylke.